# 美国民俗学会
美国民俗学会（英語：American Folklore Society）是一个美国的民俗学学会。

## 历史
1888年由威廉·韦尔斯·纽厄尔创建于美国印第安纳州布卢明顿，1945年加入美国学术团体协会。还是国家人文联盟成员之一。
截至2016年，其2,200名成员中几乎有一半从事高等教育以外的工作。除教授外，还包括公共民俗学家、艺术管理者、自由研究员、图书管理员、博物馆馆长以及其他参与研究和推广民俗和传统文化的人员。